# Kosogłos
Kosogłos (tyt. oryg. Mockingjay) – powieść Suzanne Collins, trzecia i ostatnia część trylogii Igrzyska śmierci. Wydana została 24 sierpnia 2010 w USA, w Polsce 11 listopada 2011 (w przekładzie Małgorzaty Hesko-Kołodzińskiej i Piotra Budkiewicza).

## Fabuła
Katniss, po ciężkich przeżyciach w Ćwierćwieczu Poskromienia, zostaje przetransportowana do legendarnego 13. Dystryktu. Tam, mimo niechęci, postanawia zostać Kosogłosem – symbolem rebelii. Będzie musiała uczestniczyć w wojnie, kręcić materiały propagandowe i wreszcie rozprawić się z Kapitolem. Będzie też musiała wybierać między dwiema miłościami: zagorzałym  zwolennikiem rewolucji  Gale’em a opanowanym i romantycznym Peetą.

## Postacie
- Katniss Everdeen „Kosogłos”
- Peeta Mellark
- Gale Hawthorne
- Plutarch Heavensbee
- Primrose „Prim” Everdeen
- Haymitch Abernathy
- Fluvia Cardew
- Delly Cartwright
- Finnick Odair
- Alma Coin
- Annie Cresta
- Johanna Mason
- Pani Everdeen
- Boggs
- Coriolanus Snow
- Beetee Latir
- Castor
- Pollux
- Cressida
- Effie Trinket
- Doktor Aurelius
- Homes
- Jackson
- Leeg 1
- Leeg 2
- Mitchell
- Lyme
- Messalla
- Paylor
- Tigris
- Enobaria
- Venia
- Flavius
- Octavia
- Caesar Flickerman